# Laura, Laura
Laura, Laura é filme de curta-metragem brasileiro produzido em 2005.
Dirigido pelo cineasta José Claudio Dias Guimarães no Rio de Janeiro, o filme tem a duração de 26 minutos e é biográfico: conta a história de Laura de Vison, personagem festejada da noite carioca: transformista escatológica, provocadora e absurda. O documentário é o resultado de longas entrevistas com Laura, além de cenas de shows e de fervo nas ruas da Lapa, no Rio de janeiro.
Em janeiro de 2007, o filme foi exibido na mostra de documentários do Festival Internacional de Cinema Gay-Lesbo-Trans de Bilbao, Espanha[ligação inativa] e em junho do mesmo ano no Toronto Latin@ Media Festival (Alucine Festival), do Canadá.